# 夏特 (2005年遊戲)
《夏特》，是由Sonic Team開發，並由SEGA發行於GameCube、
PlayStation 2和Xbox主機平台上的平台動作遊戲，於2005年11月15日於北美地區首發。
與Sonic Team製作的音速小子系列前兩作《音速小子大冒險2》及《音速小子群英會》相同，本作為一3D平台遊戲；但除此之外，本作也加入了一些第三人稱射擊遊戲要素。本作關卡大多由英雄、黑暗及普通三個任務組成，玩家可自由選擇想完成的部分。玩家所完成的任務會影響遊戲的走向及接續關卡，是本作的行銷點之一。
遊戲故事圍繞在夏特，由蛋頭博士的祖父所創造出來的角色。夏特要在的忍受失憶所帶來的痛苦的同時，尋找自己的起源與歸宿。夏特在本作中除了使用一般的角色技能之外，還能使用許多武器及特殊技能。
本作獲得了普遍的負面評價。輿論主要批評其不精確的控制性，其帶有黑暗的遊戲情節，尤其是遊戲中對於槍械的使用，也遭到了抨擊；但是，許多評論也對其豐富的遊戲性給予正面評價。本作獲得商業上的成功，截至2007年3月於全球銷售了超過200萬套。